# Erik Sowinski
Erik Sowinski (Estados Unidos, 21 de diciembre de 1989) es un atleta estadounidense especializado en la prueba de 800 m, en la que consiguió ser medallista de bronce mundial en pista cubierta en 2016.

## Carrera deportiva
En el Campeonato Mundial de Atletismo en Pista Cubierta de 2016 ganó la medalla de bronce en los 800 metros, llegando a meta en un tiempo de 1:47.22 segundos, tras su compatriota estadounidense Boris Berian y el burundés Antoine Gakeme (plata).